# Intermezzo (Giraudoux)
Intermezzo ist eine im Jahre 1933 entstandene Komödie in drei Akten von Jean Giraudoux, die am 27. Februar 1933 in der Comédie des Champs-Élysées in Paris unter der Regie von Louis Jouvet uraufgeführt wurde.

## Handlung
Ort der Handlung ist eine Provinzstadt im Limousin, die von einem Geist heimgesucht wird; Spielszenen sind eine Waldlichtung in der Nähe des Städtchens und das Zimmer der Hauptfigur. Hauptfigur ist die jugendliche Lehrerin Isabelle, die zwischen bravem Mädchen und sittsamer Beamtenfrau sich aus schwärmerischen Gefühlen heraus ein Intermezzo mit einem ebenfalls jugendlichen Geist gestattet, einem Phantom aus dem Totenreich.
Mit Phantasie und pubertär romantischer Sehnsucht drängt Isabelle über den Alltag hinaus in den Bereich der Geheimnisse und des Einklangs mit der Natur. Giraudoux übernimmt die Erkenntnis der Romantik, dass Gefühl Geist sei, nicht in Verbindung mit dem alltäglichen Leben stehend, und beschreibt die Sehnsucht nach dem Geist als Todesverlangen, nach dem sich der Drang nach ordentlichem Glück als Flucht vor dem Tode verstehen lässt.
Nicht nur die Schülerinnen, die von ihr unter freiem Himmel unterrichtet werden, lassen sich in Isabelles Traumwelt versetzen; die ganze Stadt mit ihren kleingeistigen Bürgern unterliegt ihrem Zauber. Seit gewisser Zeit verhalten sich die Spießer der kleinen Stadt wie unter der Wirkung eines unbekannten Einflusses auf eine ihnen fremdartige Weise: Die ganze bürgerliche Moral ist auf den Kopf gestellt und Aufrichtigkeit und Gerechtigkeit regieren.
Die Schwestern Mangebois klagen die Lehrerin an, verantwortlich für die Ereignisse zu sein. Tatsächlich vermag Isabelle, dem Phantom jeden Abend zu begegnen. Ein angereister, auf Übernatürliches spezialisierter Schulrat aus Limoges, der Inspecteur, versucht, dem Geist eine Falle zu stellen und scheitert. Er verkörpert die alte Gesellschaftsordnung, ihren Rationalismus und Ordnungssinn, ein Wichtigtuer, den Giraudoux durch Komik kennzeichnet. Ihm geistig überlegen sind der Drogist und der Eichmeister, die als Vermittler zwischen der wirklichkeitsfremden Phantasie der Isabelle und der Beschränktheit des Inspektors agieren.
Der Eichmeister liebt Isabelle, die durch ihn ein neues Lebensverständnis findet; ernüchternd stellt sich am Ende die alte und ungerechte Ordnung wieder her.

## Charaktere
- Der Bürgermeister (le maire; UA: Romain Bouquet)
- Isabelle (UA: Valentine Tessier)
- Der Drogist (le droguiste; * UA: Robert Le Vigan)
- Schulrat (l'inspecteur d'Académie; UA: Félix Oudart)
- Eichmeister (le contrôleur des poids et mesure; UA: Louis Jouvet)
- Armande Mangebois  (UA: Christiane Laurey)
- Léonide Mangebois (UA: Raymone Duchateau)
- der Geist und weitere Personen

Die Uraufführung stand unter der Regie von Louis Jouvet, Szenographie und Kostüme entstammten von Léon Leyritz, die Musik war von Francis Poulenc. Die deutsche Erstaufführung fand unter Karl-Heinz Stroux im Deutschen Schauspielhaus in Hamburg 1950 statt, in den Hauptrollen Ruth Leuwerik und Robert Meyn, gefolgt vom Hebbel-Theater in Berlin.

## Ausgaben
- Intermezzo. Comédie en trois actes. Grasset, Paris 1933.

Übersetzung
- Intermezzo. Deutsch von Robert Schnorr. In: Jean Giraudoux: Dramen. Band 1. Fischer, Frankfurt 1961. Der Band enthält: Siegfried, Amphitryon 38, Intermezzo, Kein Krieg in Troja, Nachtrag zur Reise des Kapitäns Cook, Impromtu de Paris.

## Deutschsprachige Hörspielbearbeitungen
- 1951: Intermezzo – Regie: Raoul Martinée (RWR Wien)[2]
- 1952: Intermezzo – Bearbeitung: Hans Gottschalk; Regie: Oskar Nitschke (SDR)[3]
- 1956: Intermezzo – Bearbeitung: Kurt Klinger; Regie: Hans Krendlesberger (ORF Oberösterreich)[4]
- 1976: Intermezzo – Regie: Hans Krendlesberger (ORF Wien)[5]